# Ribes lobbii
Ribes lobbii (comúnmente denominado grosella espinosa o grosella espinosa de flores fucsias) es una especie de planta perenne arbustiva  de la familia Grossulariaceae.  Es una planta de hoja caduca e intolerante a la sombra que se encuentra en la costa occidental de Norteamérica. Fue descrita por primera vez en 1876 por Asa Gray. El epíteto específico fue una dedicatoria al coleccionista de plantas inglés William Lobb.

## Descripción
Ribes lobbii es un arbusto de hoja caduca y ramificado, con una altura de 50 cm a 1 m. Sus tallos se extienden, finamente pilosos, generalmente con tres espinas nodales delgadas, de 7-12 mm de longitud. Tiene una corteza que comienza de color marrón, cambiando luego a un rojo grisáceo profundo.

### Hojas
Las hojas de R. lobbii crecen de tallos lisos. Cada hoja mide de 1,3 a 2,6 cm de largo, de 1,5 a 2,5 cm de ancho, alternada, ovalada, con forma de corazón en la base, hendidura superficial y dentado profundo, con 3 a 5 lóbulos redondeados. La superficie superior es pegajosa y glabra (o con muy poco pelo); la superficie inferior es algo tomentosa y glandular.

### Flores
Ribes lobbii desarrolla sus flores a principios de verano. Están dispuestas como inflorescencias de una o dos flores en racimos inclinados sobre tallos más cortos que las hojas. El pedúnculo de cada flor tiene una longitud de 1,5-2 mm, está densamente erizado y es glandular. Los pétalos blancos o rosados claros tienen una longitud de 4-6 mm, son anchos y como abanicos, y se rizan hacia atrás lejos de la cara de la flor, y hacia el tallo de la flor. El hipantoxilo de la flor tiene una longitud típica de 3,5-5,5 mm y tiene forma de campana estrecha. Las anteras se extienden más allá de los pétalos. Los cálices son rojos y pilosos, con lóbulos de 10-13 mm de longitud, lóbulos oblongos y estrechos, llegando a un punto. Los estilos son suaves, fusionándose a justo por debajo o por encima de la mitad, casi corriendo igual a los estambres.

### Fruto
Los frutos de R. lobbii miden de 12 a 15 mm de diámetro, son bayas redondas a elípticas. Son de color marrón rojizo, ásperamente veteadas, glandulares y comestibles.

## Hábitat
R. lobbii prefiere riberas secas a mésicas, afloramientos rocosos, bosques abiertos y bosques en las zonas de tierras bajas y montanas. Es más frecuente en la parte más seca del Pacífico de su área de distribución, donde a menudo es una planta característica, en lugar de en el Cordillero más húmedo, donde puede ser localmente rara. Prosperan en los climas mesotérmicos marítimos a submarginales, fríos y muy secos a moderadamente secos, suelos de contenido de nitrógeno moderado. Es esporádica o está dispersa en las comunidades de esmeralda temprana y bosques de abeto Douglas en cuencas hidrográficas.

## Distribución
Las grosellas espinosas se distribuyen esporádicamente por toda la región noroeste del Pacífico de los Estados Unidos (Siskiyou Mountains, Eastern Columbia Gorge, Parque nacional del Lago del Cráter, Parque nacional del Monte Rainier, Parque nacional Olympic) y British Columbia en Canadá, prefiriendo bosques y praderas de estribaciones y zonas subalpinas.
En Columbia Británica, Canadá, es localmente común en las islas del Golfo y la isla Vancouver (particularmente en la mitad sur de la isla).
Se encuentra en el estado de Washington en los condados de Wahkiakum, Skamania, Klickitat, Kittitas, Chelan, Pierce, Thurston y Clallam.

En Oregón se ha encontrado en los condados costeros de Curry, Douglas y Lane; y en los condados adyacentes o cercanos de Josephine, Jackson, Klamath, Benton, Linn, Jefferson, Marion, Wasco, Yamhill, Hood River, Multnomah y Columbia.

En California, es nativa de los bosques costeros de coníferas y abetos rojos del norte, en los condados de Del Norte, Humboldt y Mendocino; hacia el interior de los condados de Siskiyou, Trinity a Shasta y Glenn. Pocas muestras han sido localizadas en los condados de Lake, Colusa y Modoc.